# دوروثي فورد
دوروثي فورد (بالإنجليزية: Dorothy Ford)‏ هي عارضة وممثلة أمريكية، ولدت في 4 أبريل 1922 في بيرريس في الولايات المتحدة، وتوفيت في 15 أكتوبر 2010 في كانوغا بارك ‏ في الولايات المتحدة.

## وصلات خارجية
- دوروثي فورد على موقع IMDb (الإنجليزية)
- دوروثي فورد على موقع قاعدة بيانات الفيلم (الإنجليزية)